# Akio
Akio is een veelvoorkomende Japanse jongensnaam. In de meest voorkomende schrijfwijzen (明夫, 昭夫) is de naam een combinatie van aki (helder) en o (man). Andere schrijfwijzen, met mogelijk andere betekenissen, zijn 昭雄, 昭生, 昭男, 明雄, 明生, 章雄, 章夫, 章男, 章央, 彰朗, 彰生, 秋雄, 秋夫 en 晶夫. In hiragana wordt Akio gespeld als あきお.

## Bekende naamdragers
- Akio Chiba, Japans manga-illustrator
- Akio Jissoji, Japans regisseur
- Akio Kaminaga, Japans judoka
- Akio Mori, Japans kickbokser en karateka
- Akio Morita, Japans arts en mede-oprichter van Sony
- Akio Ota, Japans langebaanschaatser
- Akio Otsuka, Japans stemacteur
- Akio Toyoda, Japans zakenman en CEO van Toyota
- Akio Yashiro, Japans componist